# Coutances
Coutances is een gemeente in het Franse departement Manche (regio Normandië). De gemeente telde 8.372 inwoners op 1 januari 2022. De plaats is de onderprefectuur van het arrondissement Coutances.
Het is de zetel van het katholieke bisdom Coutances-Avranches.
In de gemeente ligt spoorwegstation Coutances.

## Geschiedenis
Er was hier al bewoning in de bronstijd en de vroege ijzertijd. In 2006 werd de Tombe d'Orval opgegraven, een grafsite uit de La Tène-periode (300-250 v.Chr.). Het is het graf van een Keltische aristocraat met daarin onder andere de resten van een tweewielige wagen.

### Cosedia wordt Constantia

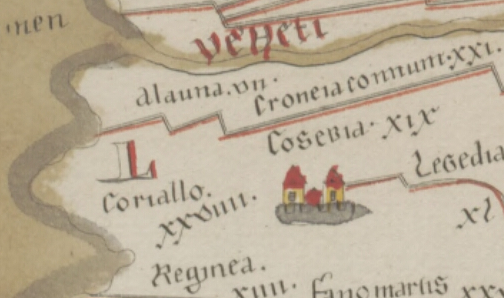
Cosedia op de Peutingerkaart

Coutances gaat terug op een Gallische nederzetting van de Unelles, gebouwd in de 1e eeuw v.Chr. Cosedia lag op een rotsachtig plateau dat 70 meter boven de riviervallei uittorent. De stad werd in de 1e eeuw opgenomen in het Romeinse Rijk. Het was samen met Alauna (Valognes) een hoofdstad van de Unelles. De plaats kreeg een forum en bloeide als handelscentrum in de 1e eeuw. Tijdens de 2e en 3e eeuw kende de stad een eerder sluimerend bestaan. De stad onder de naam Constantia werd rond het jaar 300 versterkt onder keizer Constantius I Chlorus en werd de hoofdstad van de pagus Constantinus (waarvan de naam van het schiereiland Cotentin is afgeleid). Constantia was een stad van bescheiden omvang, met thermen maar zonder echte monumenten.

### Bisschopsstad
Coutances werd gekerstend door missionarissen afkomstig van de Britse eilanden en werd een bisschopsstad in de tweede helft van de 6e eeuw met de heilige Laud als eerste bisschop. Er kwam een eerste primitieve kathedraal. De invallen van Bretoenen en Vikingen in de 8e en 9e eeuw stopten de ontwikkeling van de stad. In de 9e eeuw verlieten de bisschoppen zelfs de te onveilige stad en vestigden zich eerst in Saint-Lô en vervolgens in Rouen.
Pas in de 11e eeuw keerden de bisschoppen terug naar Coutances. Geoffroy de Montbray, bisschop tussen 1048 en 1093, luidde het herstel in van Coutances als het religieus en administratief centrum van Cotentin. Hij startte met de bouw van de romaanse kathedraal. De stad werd opgedeeld in een oostelijk deel, het machtscentrum van de bisschoppen, en een westelijk deel rond een versterkte toren, het machtscentrum van de hertogen van Normandië.

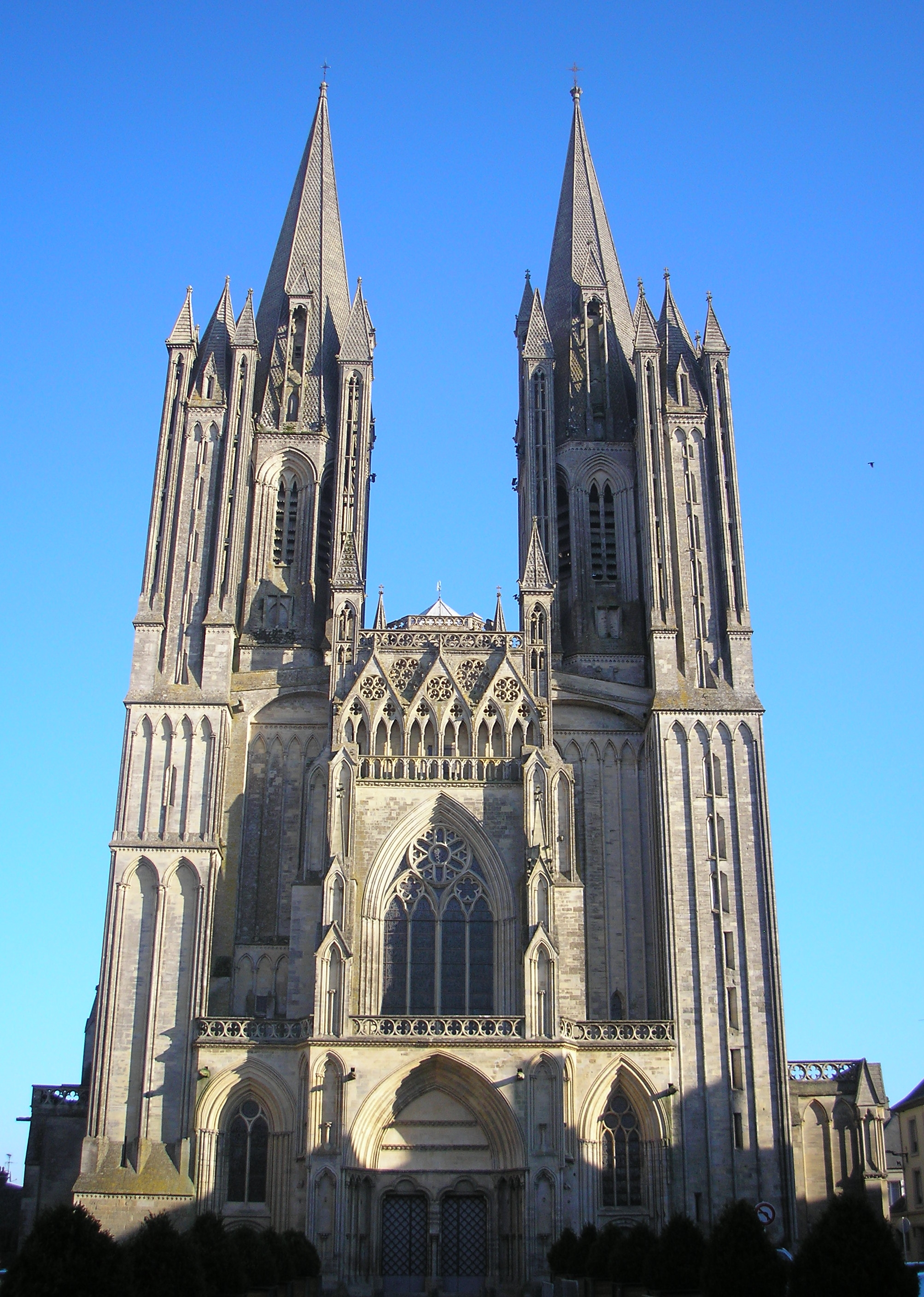
De kathedraal van Coutances

In 1204 kwam Normandië bij het Franse kroondomein. Coutances bleef de hoofdstad van Cotentin, bestuurd door een burggraaf. Bisschop Hugues de Morville stichtte in 1209 een hospitaal en vatte de bouw van de nieuwe gotische kathedraal aan. Coutances was een welvarende stad met textielnijverheid en lederverwerking voor de productie van perkament. Aan deze welvaart kwam een einde door de Honderdjarige Oorlog. In het midden van de 14e eeuw werd een stadsmuur gebouwd. De parochiekerk Saint-Pierre, gelegen buiten de muren, werd verwoest en ook de kerk Saint-Nicolas leed veel schade. Tussen 1421 en 1449 was de stad in Engelse handen. Toen de stad terug Frans bezit werd, beval koning Lodewijk XI de afbraak van de stadsmuur.
In de tweede helft van de 15e eeuw leefde de economie weer op dankzij de textielnijverheid. De plaats telde verschillende watermolens (wel achttien aan de vooravond van de Franse Revolutie), gebruikt voor het malen van graan en voor het bewerken van leder. De beschadigde gebouwen werden hersteld. Door epidemieën en de onrust op het platteland groeide de stad in de 15e en 16e eeuw door een instroom van vluchtelingen. In 1499 werd er een college gesticht en een kleine honderd jaar later werd een drukpers in gebruik genomen. Coutances werd een centrum van de boekdrukkunst. Al vroeg in de 16e eeuw waren er protestanten actief in de stad. De stad bleef katholiek maar werd wel in 1562 en 1563 geplunderd door protestantse troepen.
In de 17e eeuw, in het kader van de contrareformatie, vestigden zich nieuwe kloosterorden in Coutances. Ook werd er een grootseminarie opgericht. Coutances bleef een administratief en gerechtelijk centrum maar de textielindustrie trok weg door het mercantilisme van minister Jean-Baptiste Colbert.

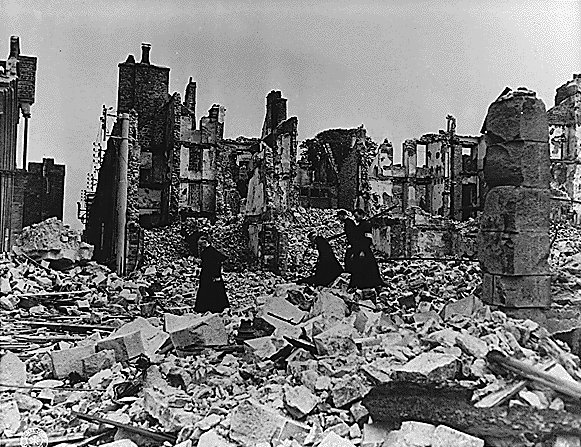
Ruïnes na de bombardementen van juni 1944

In 1795 werd Saint-Lô de prefectuur van het departement Manche. Coutances behield wel zijn rechtbank en zijn bisschopszetel. In 1801 werd het bisdom samengevoegd met het bisdom Avranches. Coutances bleef een religieus centrum met de komst van nieuwe kloosters en de bouw van een groot, nieuw priesterseminarie.

### Modernisering
In de 19e eeuw moderniseerde de stad. Er kwamen boulevards en nieuwe straten; de Jardin des Plantes en een museum werden geopend. In 1878 werd het spoorwegstation geopend. Maar de industrie ontwikkelde zich traag.
Tijdens bombardementen in juni 1944 werd de stad voor 60% verwoest. 300 inwoners stierven en duizenden werden dakloos. De 13e-eeuwse kathedraal van Coutances bleef zowat als enige gebouw in het centrum overeind. De wederopbouw duurde vijftien jaar. Vanaf de jaren 1960 verrezen nieuwe wijken ten noorden van de oude stad.

## Geografie
De oppervlakte van Coutances bedroeg op 1 januari 2022 12,51 vierkante kilometer; de bevolkingsdichtheid was toen 669,2 inwoners per km².
De gemeente ligt op het schiereiland Cotentin op tien kilometer van de kust. De dorpel van de kathedraal ligt op 90 meter hoogte. De Bulsard stroomt ten westen van het stadscentrum en de Prépont ten zuidoosten ervan. Beide rivieren monden in Coutances uit in de Soulles.
De onderstaande kaart toont de ligging van Coutances met de belangrijkste infrastructuur en aangrenzende gemeenten.

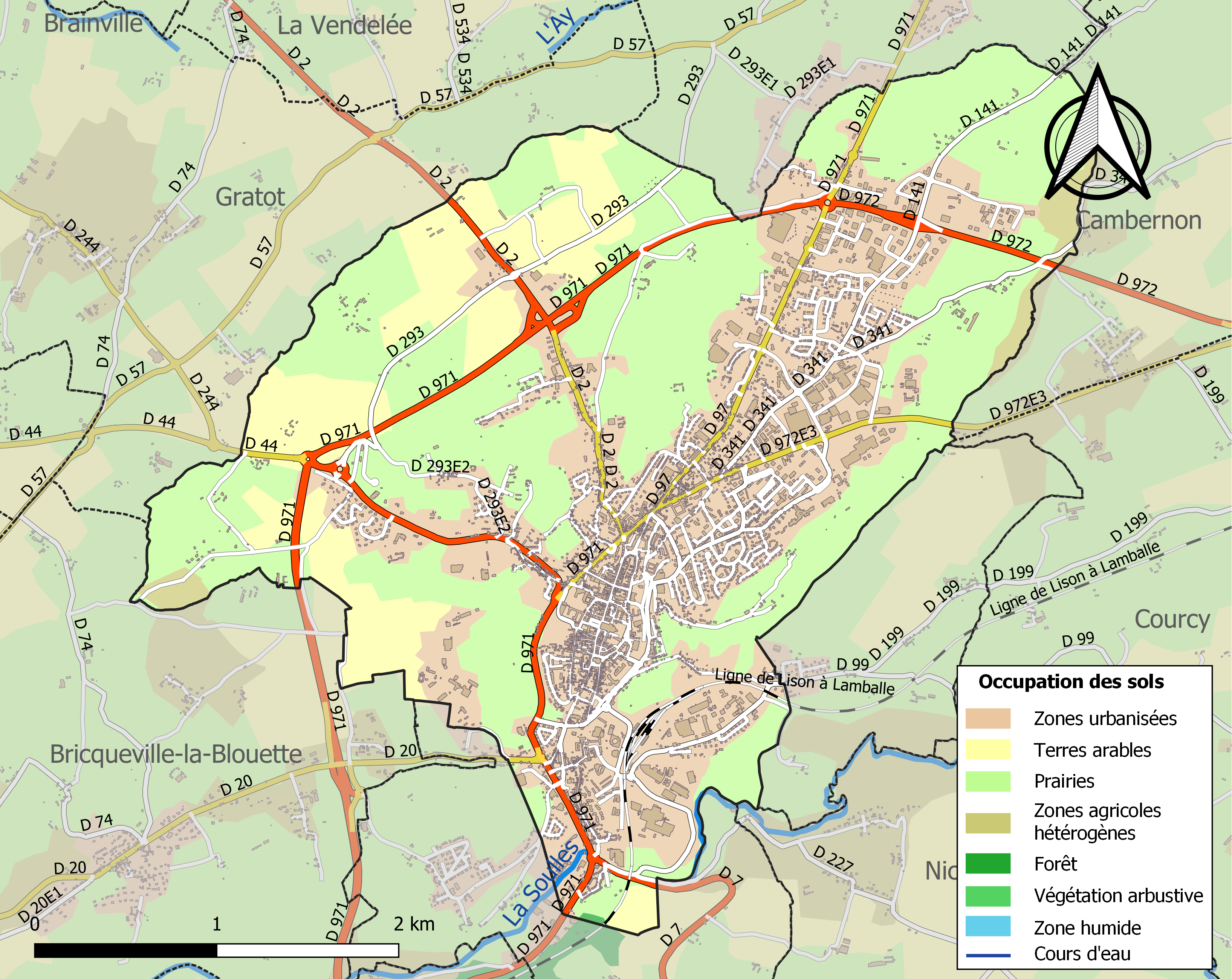

## Demografie
Aan de vooravond van de Franse Revolutie telde de stad ongeveer 6000 inwoners.
Onderstaande figuur toont het verloop van het inwonertal (bron: INSEE-tellingen).

## Cultuur

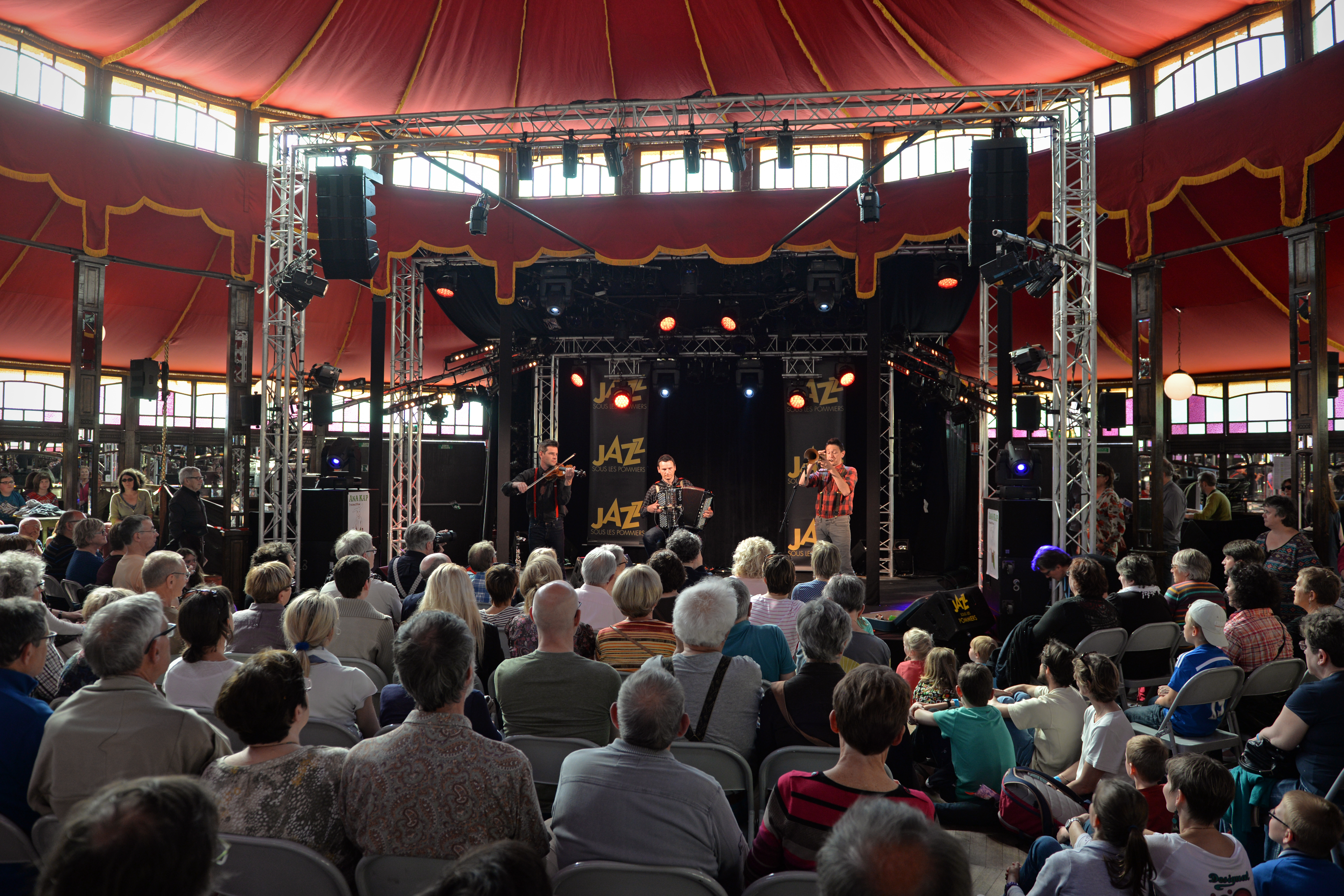
Jazz sous les pommiers 2015

In Coutances vindt sinds 1982 het jaarlijkse festival Jazz sous les pommiers plaats. De editie van 2023 trok ongeveer 80.000 bezoekers.
Het Musée Quesnel-Morinière is gevestigd in een stadspaleis uit de 17e eeuw. Het museum heeft een collectie schilderijen en beeldhouwwerken uit de 17e tot de 20e eeuw en ook een collectie lokaal aardewerk.

## Stadsbeeld
Het historische centrum van Coutances ligt op een relatief smal plateau dat niet breder is dan 250 meter van oost naar west. Schrijver Remy de Gourmont, een kind van de streek, beschreef hoe de stad vanuit alle richtingen zichtbaar is als een eiland van steen dat oprijst uit het omringende platteland. De kathedraal van Coutances ligt in het centrum van de oude stad en torent met zijn twee 77 meter hoge spitsen uit boven Coutances. De kathedraal is een voorbeeld van de Normandische gotiek.
De andere historische kerken, de Saint-Nicolas en de Saint-Pierre lagen aanvankelijk buiten de stadsomwalling. In de Rue Saint-Pierre waren in de middeleeuwen de ambachtslieden gevestigd. Aan het einde van de 18e eeuw kreeg de stad boulevards aan de westkant van de stad en in de 19e eeuw ook aan de oostkant. Toen werd ook het stadspark, de Jardin des Plantes, aangelegd. Historische wijken buiten deze boulevards zijn Les Piliers in het westen en de wijk rond het hospitaal en Le Pont-de-Soulles in het zuiden. Hier was tot de 19e eeuw veel van de nijverheid van de stad gevestigd.
Coutances werd voor een groot deel vernield in 1944. De wederopbouw vond plaats in de jaren 1950. Architect Louis Arretche combineerde hierbij het gebruik van moderne materialen met behoud van het middeleeuwse grondplan van de stad.

### Afbeeldingen

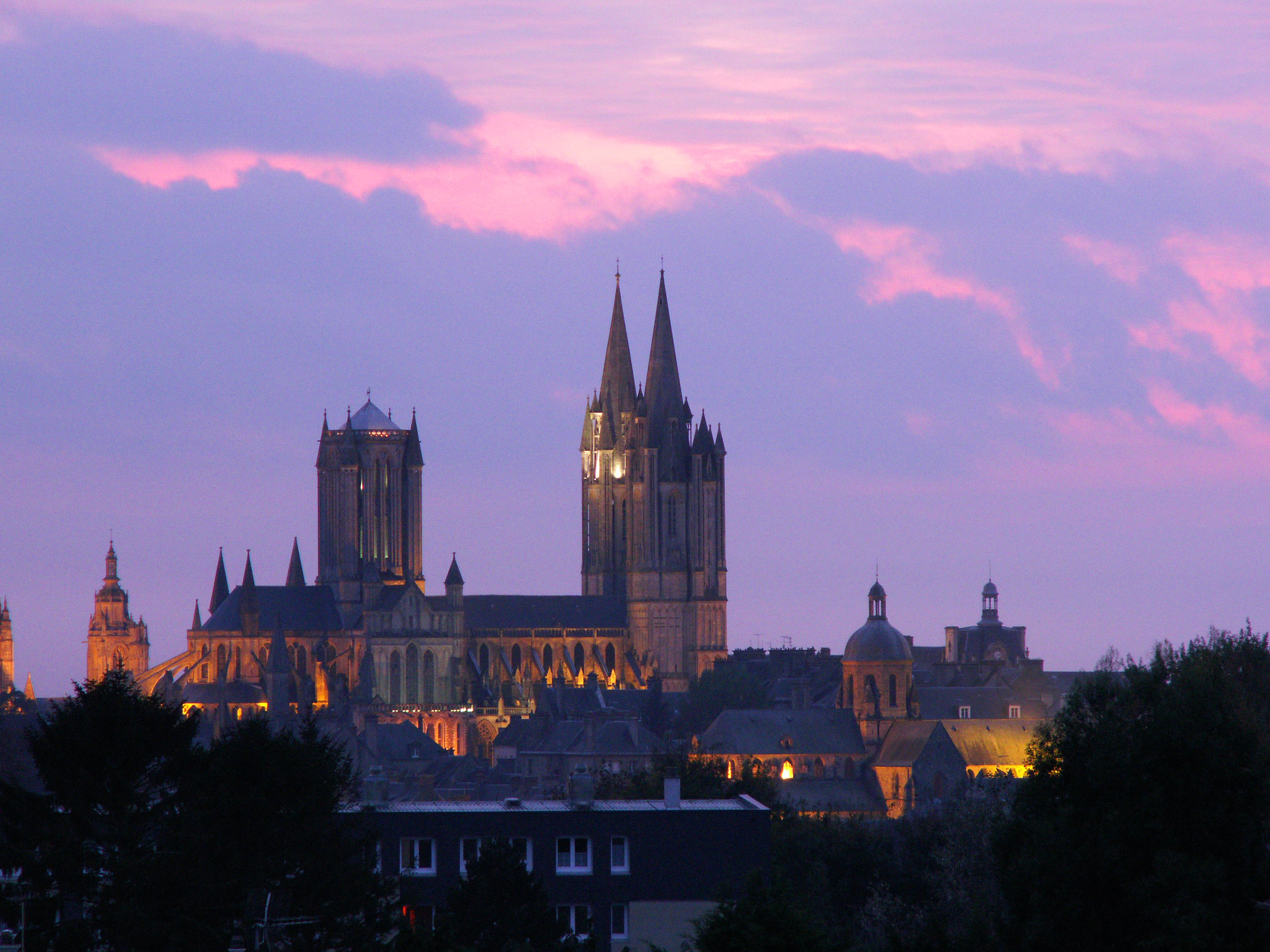
Kathedraal van Coutances
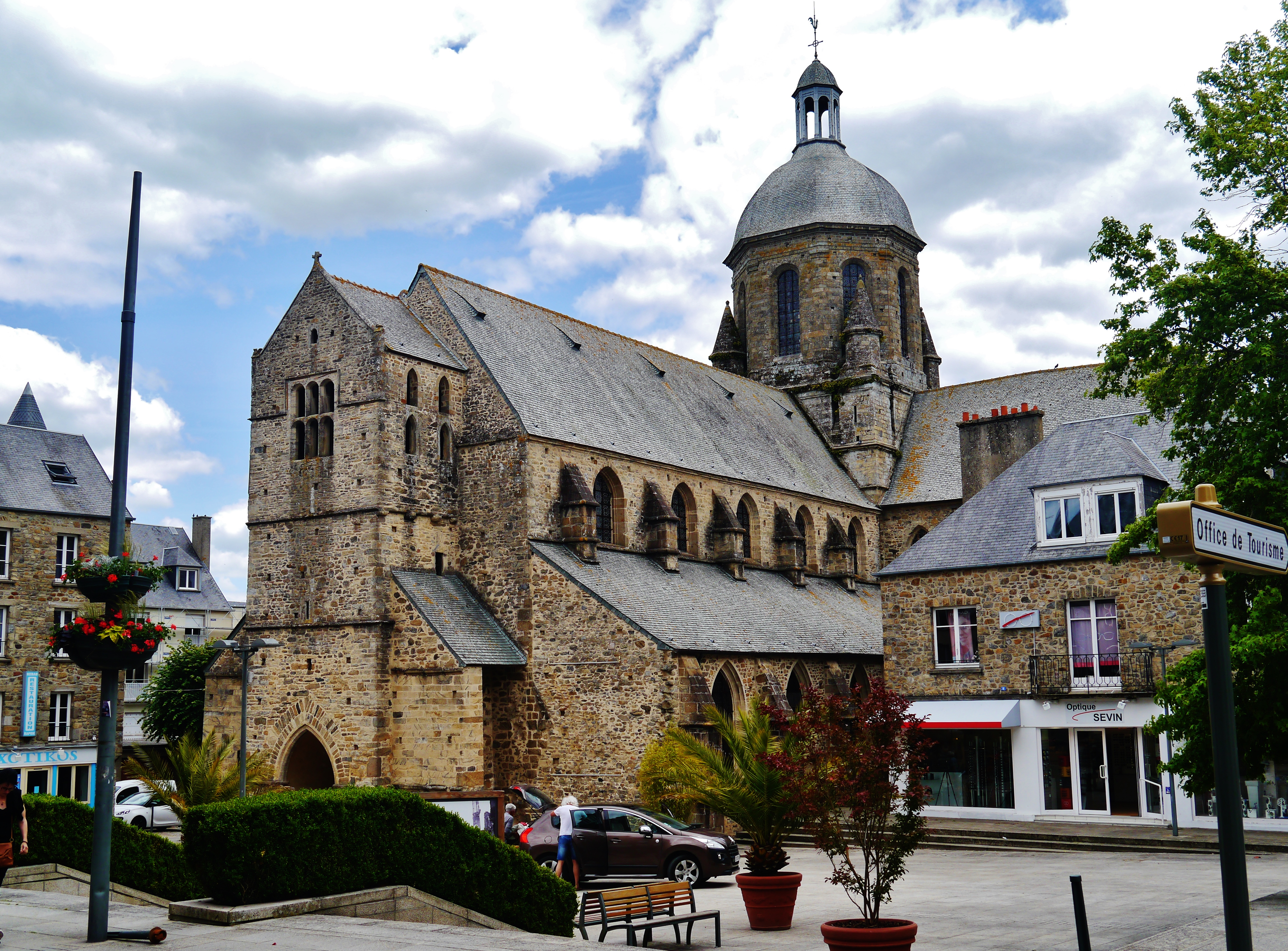
Kerk Saint-Nicolas
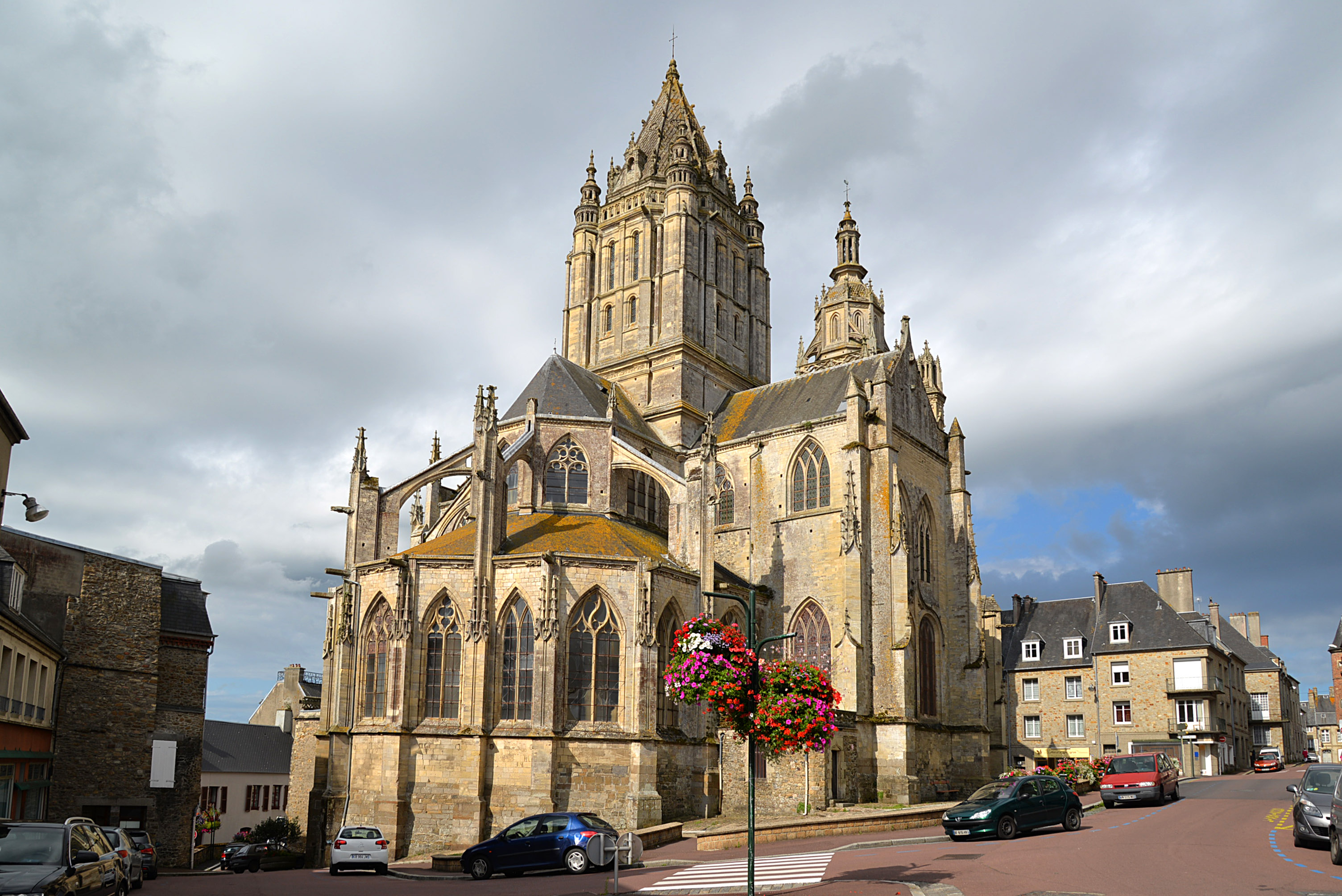
Kerk Saint-Pierre
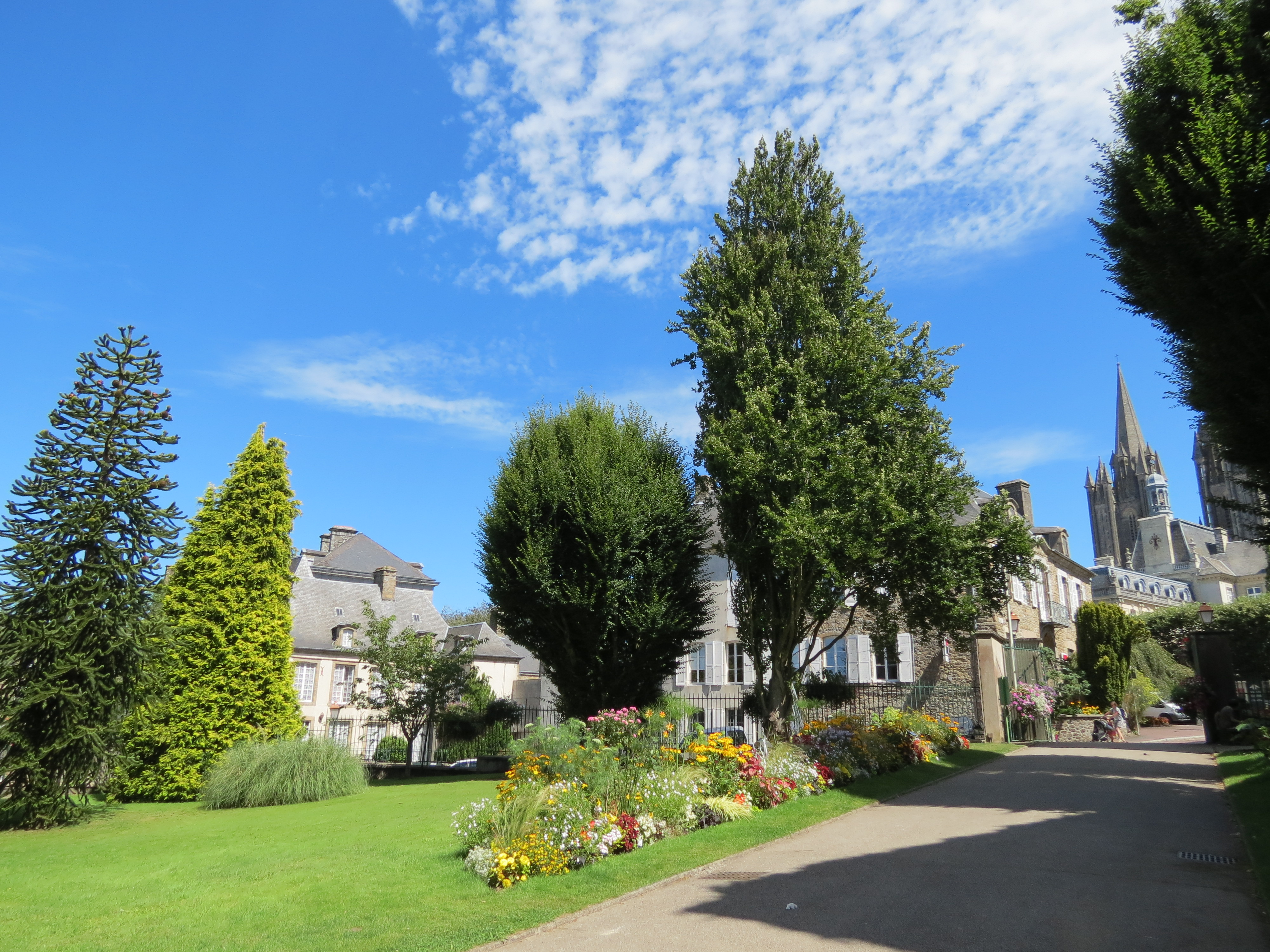
Jardin des plantes
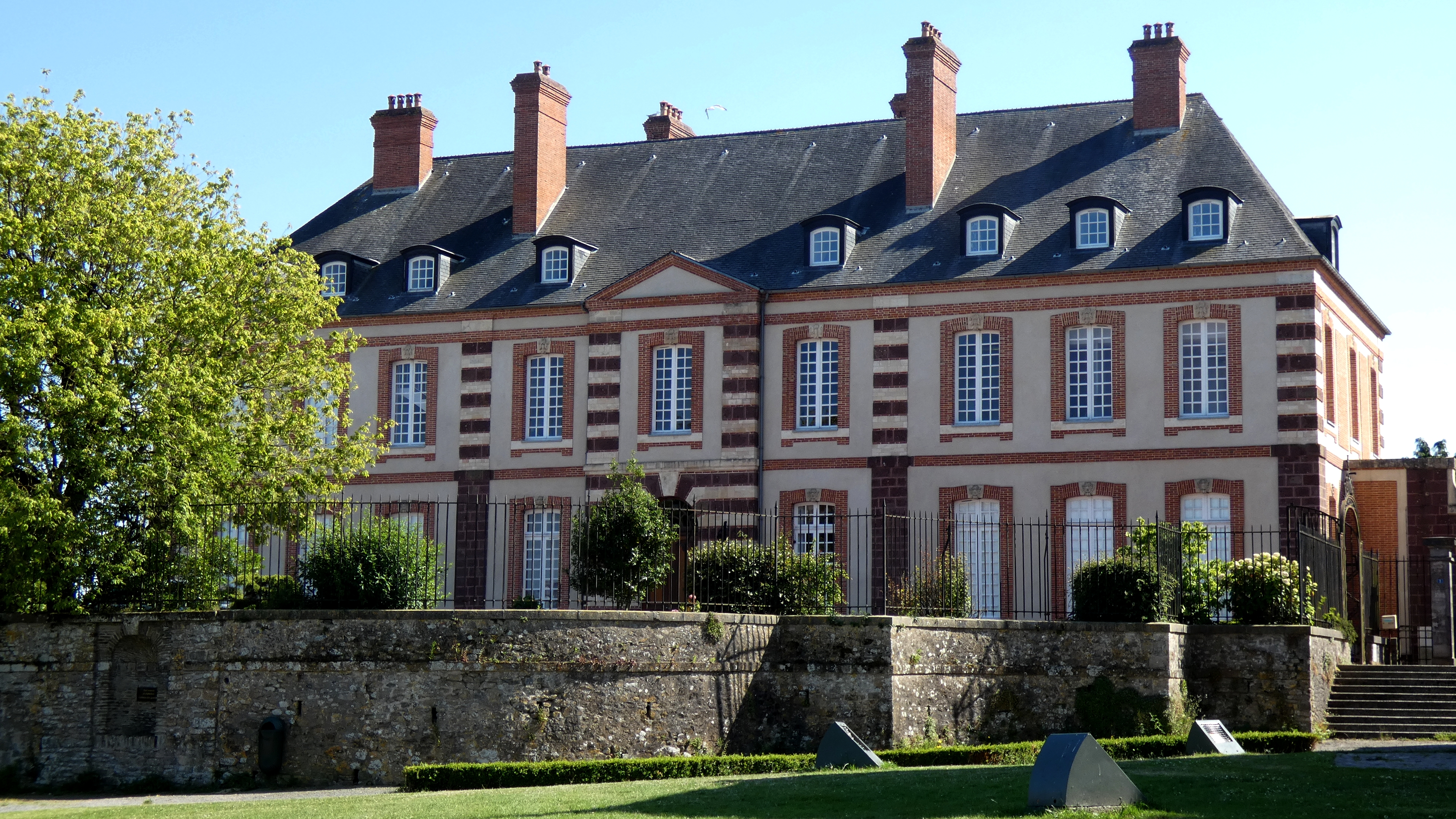
Bisschoppelijk paleis
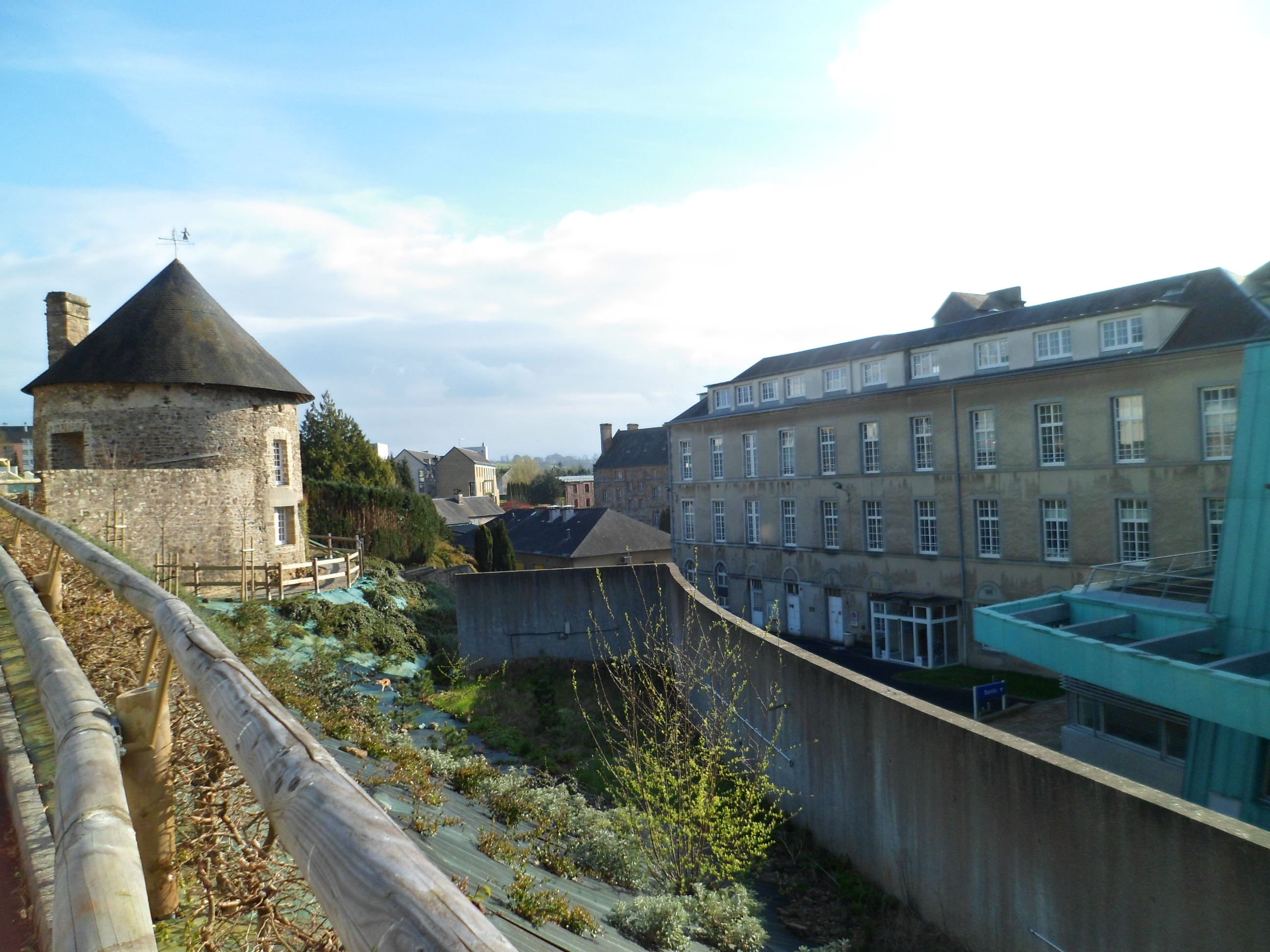
Hospitaal
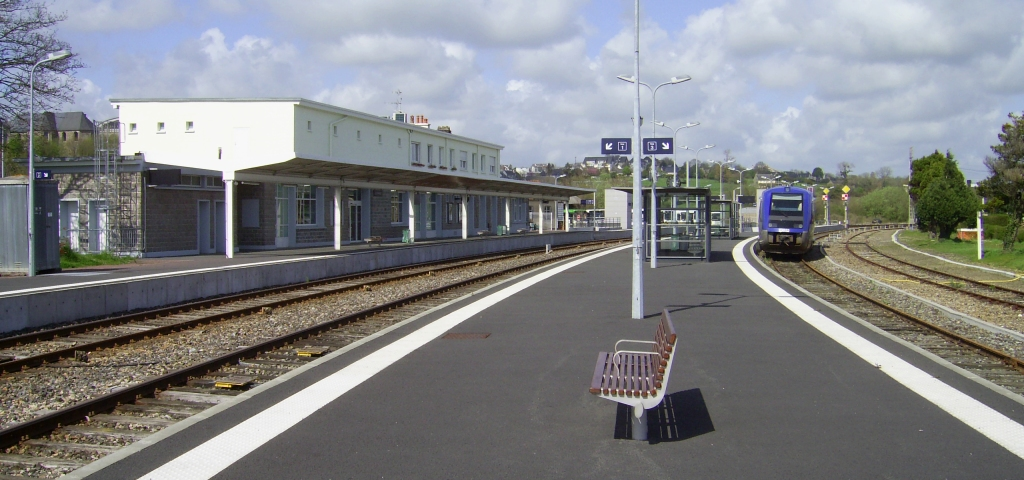
Station

## Economie
De textielindustrie is sinds de jaren 1980 weggetrokken. Wel is er nog voedingsindustrie. In de plaats van de industrie groeide de tertiaire sector. Het onderwijs is een belangrijke werkgever; de stad telt 8.000 leerlingen en studenten op een bevolking van nog geen 10.000. Verder is Coutances ook een gerechtelijk centrum nadat in 2011 de Tribunal de grande instance werd opgericht.

## Geboren
- Guillaume Le Gentil (1725-1792), astronoom

## Partnersteden

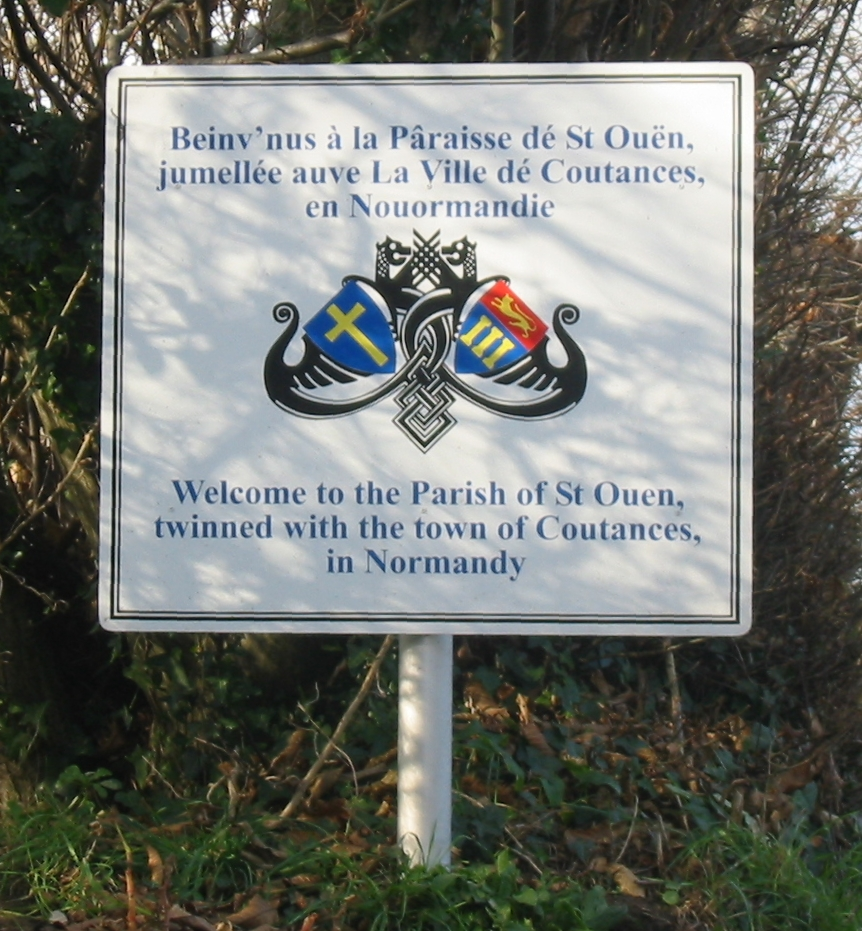
Bord dat de vriendschapsband tussen Coutances en Saint Ouen aangeeft

- Ochsenfurt
- Saint Ouen